# Ostatni wiking
Ostatni wiking (norw. Den siste viking) – powieść norweskiego pisarza Johana Bojera z 1921.

## Treść
Dzieło traktuje o historii "ostatniego" wikinga, Kristavera Myrana oraz jego syna, Larsa Myrana. Opisuje dzieje ich jednej wyprawy na Lofoty, co jest jednak tylko pretekstem do ukazania przemian społecznych i urbanistycznych, które dotykają te północne wyspy wprowadzając tam miejską kulturę masową, jarmarczny handel, prostytucję oraz sekciarskich misjonarzy. Obrazami przeciwstawnymi są opisy obyczajów lofockich rybaków i targających nimi namiętności, jak również ich codziennej, ciężkiej pracy związanej z połowami pośród wielkich ławic wątłusza. Wyczerpująca praca trwająca całe życie nie prowadzi jednak do bogactwa, a zamożność jest stanem nieosiągalnym dla tej warstwy ludzi. Pozostaje ona jednak przedmiotem ich marzeń, pomiędzy wzlotami i upadkami, np. po utracie łodzi, a nawet śmierci któregoś z członków rodziny. 
Matka Larsa, Olufa i Tostena Myranów chciała, by losy rodziny odmieniły się. Widziała syna jako nauczyciela mającego pewny i dający stabilizację zawód w miejsce chwiejnego losu rybaka. Nienawidziła morza, które stanowiło dla niej przyczynę nieszczęść. Wiedziała, że inne zawody nie dadzą synom szczęścia, ale uchronią ich przed upadkami, nędzą i brakiem stabilizacji. Oluf i Tosten nigdy nie odnaleźli się jednak w roli osiadłych chłopów i tęsknili za morzem. Tylko Lars znalazł sobie miejsce w kulturze miasta, nie zdradzając jednak ideałów środowiska, z którego się wywodził. Pierwszym jego wtajemniczeniem w kulturę wysoką była lektura Wesołego chłopca autorstwa Bjørnstjerna Bjørnsona, dzieła traktującego o losie prostych ludzi przeciwstawiających się przeciwnościom losu i osiągających szczęście za wysoką cenę. W powieści tej odnalazł siebie i swoje środowisko rodzinne.

## Problematyka
Powieść jest rodzajem elegijnego pożegnania odchodzącego w przeszłość świata lofockiej kultury rybackiej, wartości wyznawanych przez ubogich ludzi, którzy jednak czuli się wolni. Lars, wracając po latach do rodzinnej miejscowości jako dobrze sytuowany nauczyciel, nie odnajduje już dawnego świata niebezpiecznych żaglowych wypraw po ryby, który pochłonęła cywilizacja i miejski styl życia. Starzy rybacy wymarli lub snują się jak starcy, porozbijały się łodzie. Nowoczesny rybak motorowy jest robotnikiem przemysłowym na morzu, pali papierosy i jest członkiem spółki akcyjnej. Niezmienna pozostała jedynie przyroda, góry i fiordy. Motyw pożegnania z żaglowcem, jako symbolem trudnej pracy i przeszłości, podejmował w innym wymiarze Joseph Conrad.
Istotnym elementem powieści jest problematyka wolności człowieka. Dalekie wyprawy dawały rybakom nadzieję na obfite połowy i na niezależność. Jesienią wyruszali na połów śledzi, w zimie żeglowali setki mil w otwartych łodziach [...], może dlatego, że nęcił ich zarobek, a może – że tam na morzu byli wolnymi ludźmi. W zmaganiu się z przyrodą i losem bohaterowie odnajdywali pełnię człowieczeństwa, solidarność i wierność przyjaciołom, a także współczucie dla tych, którym się akurat nie udało. Przeżywali tragedię, gdy śmierć zabierała jednego z nich, radość z udanych, obfitych połowów oraz tęsknotę za domem i rodziną. Skazani na pracę inną niż rybactwo tracili poczucie celu i sensu egzystencji.